# Khaosokia caricoides
Khaosokia caricoides là loài thực vật có hoa trong họ Cói. Loài này được D.A.Simpson, Chayam. & J.Parn. mô tả khoa học đầu tiên năm 2005.